# Dieter Schatzschneider
Dieter Schatzschneider (* 26. April 1958 in Hannover) ist ein ehemaliger deutscher Fußballspieler und -trainer. Der Stürmer bestritt für Hannover 96 und den SC Fortuna Köln 201 Spiele in der 2. Bundesliga und war mit 153 Toren lange der erfolgreichste Torschütze der 2. Bundesliga, ehe er im November 2021 von Simon Terodde übertroffen wurde. In der Bundesliga spielte er von 1983 bis 1986 und 1988/89 insgesamt vier Spielzeiten beim Hamburger SV, FC Schalke 04 sowie Hannover 96 und erzielte 28 Tore.

## Laufbahn
„Schatz“ oder auch „der Lange“, wie er von seinen Fans genannt wurde, ist der erfolgreichste Torjäger von Hannover 96. Schatzschneider absolvierte 96 Bundesligaspiele und wurde für die Olympiaauswahl 1984 nominiert. Für Hannover 96 erzielte Schatzschneider in den Spielzeiten 1978/79 (35 Spiele/23 Tore), 1979/80 (37/33), 1980/81 (34/27), 1981/82 (36/34) und 1982/83 (18/14) in 160 Spielen in der 2. Bundesliga 131 Tore. Im September 2021 wurde Schatzschneider, der bis dahin mit 132 Toren für Hannover notiert war, von der DFL nach Überprüfung von NDR-Videomaterial ein Tor von einem 4:2-Sieg gegen den OSC Bremerhaven im Juli 1979 aberkannt, da besagter Treffer nun als Eigentor von Uwe Groothuis gewertet wurde.
Im Januar 1983 wechselte er innerhalb der Liga zum SC Fortuna Köln und erzielte in 19 Spielen 17 Tore. Mit insgesamt 31 Toren in der Saison 1982/83 wurde er Zweitligatorschützenkönig.
Nachdem Schatzschneider 1983 Torschützenkönig der 2. Bundesliga geworden war, verpflichtete ihn der Hamburger SV als Ersatz für Horst Hrubesch zur Saison 1983/84. Schatzschneider konnte die hohen Erwartungen jedoch ebenso wenig erfüllen wie Wolfram Wuttke, der gleichzeitig nach Hamburg gewechselt war. Schatzschneider beklagte unter anderem, dass auf ihm und Wuttke „herumgehackt“ worden sei. In 31 Spielen der Saison 1983/84 erzielte Schatzschneider zwar 15 Treffer; seine Leistung wurde jedoch als nicht ausreichend bewertet. Kritisiert wurden vor allem mangelnde Laufbereitschaft und egoistische Spielweise, HSV-Trainer Ernst Happel warf ihm fehlende Beweglichkeit vor. In der Saison 1983/84 verspielte der HSV fünf mögliche Titel, verlor unter anderem in Tokio das Weltpokalfinale 1983, bei dem Schatzschneider verletzungsbedingt nur auf der Bank saß. Der Trennung zwischen Schatzschneider und dem HSV waren laut Hamburger Abendblatt im Mai 1984 „lange Wochen und Monate der Missstimmungen und Missverständnisse“ vorausgegangen. Nach der Saison wechselte er zum FC Schalke 04.
Zur Saison 1986/87 kehrte der Stürmer zum SC Fortuna Köln in die 2. Bundesliga zurück und erzielte in 22 Spielen 5 Tore. Mit 153 Toren in 201 Spielen war er der Rekordtorschütze der 2. Bundesliga. Am 3. Oktober 2021 zog Simon Terodde mit Schatzschneider gleich und übertraf ihn am 20. November 2021.

## Zitate über seine HSV-Zeit
- „Schon vom ersten Tag an wusste ich, dass ich es nicht leicht haben würde.“[7]
- Selbstkritisch bemerkte er später:
„Wenn ich bedenke, was mir Magath und Co. damals so alles vorgelegt haben, da hätte ich mindestens dreißig Dinger machen müssen!“[8]
- „Ich war total egoistisch, was meine Ziele anging. Da gebe ich mir eine große Teilschuld. Aber Wolfram Wuttke und ich waren sicher nicht die einzigen Schuldigen.“[9]
- „Ich habe mich damit abgefunden, bis zum Saisonende auf der Bank zu sitzen.“ (März 1984)[10]
- „Mir ist die Lust am Fußball vergangen. Ich möchte endlich wieder in Ruhe spielen, in Hamburg ist das doch gar nicht mehr möglich. Irgendwie ist da eine Bremse.“ (April 1984)[11]

## Aussagen über Schatzschneider
- „Bei uns in Hannover war er damals als Torschützenkönig zwar nach außen hin der Star, aber innerhalb der Mannschaft war er keineswegs die bestimmende Persönlichkeit. Dafür ist der Lange auch ein viel zu eigenwilliger Individualist.“ (Diethelm Ferner, Schatzschneiders ehemaliger Trainer bei Hannover 96)[3]
- „Ich habe Schatzschneider solange in den Hintern getreten, bis er gespurt hat.“ (HSV-Trainer Ernst Happel im August 1983)[3]
- „Es ist besser, Wuttke und Schatzschneider jetzt zu verkaufen.“ (HSV-Trainer Ernst Happel im Dezember 1983)[3]

## Erfolge
- Torschützenkönig der Saison 1982/83 in der 2. Bundesliga
- 1983 Teilnahme am Weltpokal sowie am Europäischen Supercup
- Deutscher Vizemeister 1984
- Teilnahme an den Olympischen Spielen 1984

## Nach der Karriere
Bis heute arbeitet Schatzschneider als Trainer (u. a. Altona 93, FC Augsburg, Sportfreunde Ricklingen, SV Arminia Hannover, SVG Göttingen 07) und als Kolumnist für die Sportredaktion der Bild in Hannover. Ferner gilt er als Vertrauter und Berater von Martin Kind, dem Präsidenten von Hannover 96. Seit der Saison 2008/09 ist Schatzschneider Scout der Jugendabteilung und „Markenbotschafter“ für Hannover 96. Ende März 2019 verkündete Schatzschneider seinen Austritt aus dem Verein Hannover 96, nachdem bei der Aufsichtsratswahl des Stammvereins der bisherige Vorsitzende Martin Kind abgewählt wurde und der neue Aufsichtsrat aus Vertretern der Fanszene gebildet wurde. Er begründete seinen Schritt mit den Worten: „Für mich kommt nicht infrage, dass ich von Leuten vertreten werde, die von Leuten gewählt werden, die im Stadion Gewalt ausüben und Pyrotechnik benutzen“.

## Persönliches
Er ist im hannoverschen Stadtteil Vahrenheide aufgewachsen. In seinen Worten die „Muskelecke“ Hannovers, ein Stadtteil, in der man „Muskeln brauchte, um sich durchzusetzen“. Heute lebt er mit seiner Familie in Kleinburgwedel vor Hannover.
Im August 2013 erregte er Aufsehen mit der Aussage, in den 1970er und 1980er Jahren sei Doping mit Mitteln wie Captagon in der Bundesliga durchaus verbreitet gewesen. Er selbst habe jedoch nicht gedopt.
Nachdem Schatzschneider im Mai 2015 die Mannschaft des FC Bayern München als „Piss-Mannschaft“ bezeichnet hatte, erstattete der Verein Anzeige wegen Beleidigung. Die Staatsanwaltschaft München I stellte das Verfahren gegen Zahlung einer Geldbuße von 2000 Euro ein.